# All That I Need Is to Be Loved
All That I Need Is to Be Loved è una canzone del musicista statunitense Moby, pubblicata nel 1993. Era originariamente un b-side del precedente singolo Move, ma poi è stata pubblicata esclusivamente in vinile a 12 pollici. Inoltre, è l'unico singolo di Moby di cui non è stato fatto un video promozionale. Nel Regno Unito è stato pubblicato solo come promozionale singolo 12 ". 
Esistono tre differenti versioni del brano: la prima è quella da cinque minuti che è stata lanciata come b-side di Move (chiamata All That I Need Is to Loved (MV)), una seconda, la versione da singolo e una terza, un ibrido punk-hard rock chiamato talvolta "House of Suffering" o "H.O.S. mix", molto rara da reperire ma che è stata pubblicata successivamente sul quarto album di Richard Hall, Everything Is Wrong.

## Tracce
Tutte le tracce sono state composte, eseguite e prodotte da Richard Melville Hall.
UK 12" vinyl
A.All That I Need Is to Be Loved – 7:09

B.Morning Dove – 5:43
U.S. 12"
A1. All That I Need Is to Be Loved (Vocal Dance Mix) – 4:29

A2. All That I Need Is to Be Loved (Speed Trance) – 5:33

B1. All That I Need Is to Be Loved (Moby Dub) – 7:45

B2. All That I Need Is to Be Loved (Flashin' Dub) (remixato da Eddie Fowlkes) – 5:28
Repubblica Ceca 12"
A1. All That I Need Is to Be Loved (Moby Dub) – 7:25

A2. All That I Need Is to Be Loved (House of Suffering Mix) – 2:45

B1. All That I Need Is to Be Loved (Vocal Dance) – 4:39

B2. All That I Need Is to Be Loved (Speed Trance) – 5:33